# Lena Kidd
Eleanor „Lena“ Kidd (* 1924; † 21. November 2003) war eine britische Jazzmusikerin (Tenorsaxophon) und Bandleaderin.

## Leben und Wirken
Kidd lernte mit 13 Jahren zunächst Akkordeon bei Jimmy Shand, in dessen Band ihr Vater Schlagzeuger war. Später wechselte sie zur Klarinette und zum Altsaxophon und trat mit der Arcadian Dance Band auf. 1945 wurde sie Mitglied der Band von Ivy Benson, bei der sie aufs Tenorsaxophon umstieg. Mit der Band von Benson, mit der Aufnahmen entstanden, war sie auch in Deutschland, den Niederlanden, dem Nahen Osten und Ägypten auf Tournee war. Nach den eigenen Konzerten ging sie häufig mit anderen Musikerinnen aus der Gruppe zu Jam-Sessions.  1953 wechselte sie zur Frauenband ihrer Exkollegin, der Trompeterin Gracie Cole. 1956 gründete sie, zurück in Schottland, in Leven (Fife) das rein weibliche Lena Kidd Quartet, aus dem später die Lena Kidd Seven hervorgingen. Mit dieser Band war sie auch in Deutschland und Frankreich unterwegs. 1970 heiratete sie den Trompeter Ray Willis. Nach dessen Tod 1978 zog sie nach Fife, wo sie bis zu ihrem Tod im Jahr 2003 lebte.
Im Bereich des Jazz war sie zwischen 1947 und 1949 an drei Aufnahmesessions beteiligt.